# Schwaderloch
Schwaderloch (im regionalen Schweizerdeutsch: Schwatterle, ˈʃʋɑtːərlə) ist eine Einwohnergemeinde im Schweizer Kanton Aargau. Sie gehört zum Bezirk Laufenburg und liegt am Hochrhein an der Grenze zu Deutschland, im Nordosten der Region Fricktal.

## Geographie
Das Dorf besteht aus zwei Teilen, die durch die Hauptstrasse und die Eisenbahnlinie voneinander getrennt sind. Auf einer erhöht liegenden Terrasse am Nordrand des Tafeljuras liegt der ältere, in Form eines Strassendorfs gebaute Dorfteil. Nördlich davon erstreckt sich der neue Dorfteil in die knapp einen Kilometer breite Rheinebene. Da der Rhein ein kurzes Stück südwärts fliesst, verengt sich die Ebene am westlichen Dorfrand zu einem schmalen Uferstreifen. An der breitesten Stelle der Ebene wächst im Naturschutzgebiet Rossgarten der einzige Auenwald des Fricktals. Unmittelbar am südlichen Dorfrand steigt das Gelände steil an. Ein tief eingeschnittenes Seitental trennt die Anhöhe in zwei Hochebenen, den Ischlag (470 m ü. M.) im Südwesten und den Himmel (452 m ü. M.) im Süden. Die steil aufragende Wandfluh (530 m ü. M.) im Südosten ist von einzelnen Kalkfelsen durchzogen.
Die Fläche des Gemeindegebiets beträgt 277 Hektaren, davon sind 118 Hektaren bewaldet und 32 Hektaren überbaut. Der höchste Punkt liegt auf 530 Metern an der Wandfluh, der tiefste auf 302 Metern am Rhein. Nachbargemeinden sind Leibstadt im Osten, Mettauertal im Süden und die deutsche Gemeinde Albbruck im Norden.

## Geschichte
Im 4. Jahrhundert bildete der Rhein die Nordgrenze des Römischen Reichs (Donau-Iller-Rhein-Limes). Westlich und östlich des Dorfes sind zwei spätantike Kleinfestungen aus dieser Zeit nachgewiesen, die als „Oberes Bürgli“ und „Unteres Bürgli“ bezeichnet werden. Es ist auch eine Bauinschrift erhalten, die 1892 beim Eisenbahnbau ausgegraben wurde und der zufolge die Legio VIII Augusta im Jahr 371 einen Wachtturm baute. Im frühen 5. Jahrhundert gaben die Römer ihre Herrschaft nördlich der Alpen weitgehend auf. Bald darauf besiedelten die Alamannen die Region.
Die erste urkundliche Erwähnung von Swatterlo erfolgte im Jahr 1318 in einem Lehensverzeichnis der Grafen von Habsburg-Laufenburg. Der Ortsname stammt vom mittelhochdeutschen (ze der) swaterenden la und bedeutet «bei der sich hin- und her bewegenden Sumpflache». Das Dorf unterstand der Gerichtsbarkeit der jeweiligen Besitzer der Burg Bernau im benachbarten Leibstadt. Die Landesherrschaft ging 1386 an die ältere Linie der Habsburger über. Diese verpfändeten nach dem Waldshuterkrieg von 1468 das gesamte Fricktal an Burgund. Als die Burgunder von den Eidgenossen während der Burgunderkriege vernichtend geschlagen worden waren, kam Schwaderloch 1477 wieder unter österreichische Herrschaft.
Nach der Reichsreform des österreichischen Kaisers Maximilian I. im Jahr 1491 gehörte Schwaderloch zu Vorderösterreich. Die österreichischen Beamten der Kameralherrschaft Laufenburg besassen hier weniger Kompetenzen als in den Nachbardörfern, da die Herrschaft Bernau eine gewisse Eigenständigkeit beibehielt. Im 17. Jahrhundert gab es kaum längere Friedenszeiten. Der Rappenkrieg, ein Bauernaufstand, dauerte von 1612 bis 1614. Der Dreissigjährige Krieg, der zwischen 1633 und 1638 auch das Fricktal erfasste, warf das Dorf in seiner wirtschaftlichen Entwicklung zurück. Auch während des Pfälzischen Erbfolgekriegs (1688–1697) zogen fremde Truppen durch die Region.

Luftansicht (1958)

1797 wurde das Fricktal nach dem Frieden von Campo Formio ein französisches Protektorat. Während des Zweiten Koalitionskrieges verlief hier die Frontlinie zwischen den Armeen Frankreichs und Österreichs. Am 20. Februar 1802 wurde Schwaderloch eine Gemeinde im Distrikt Laufenburg des Kantons Fricktal, der sich im August der Helvetischen Republik anschloss. Damit war Schwaderloch schweizerisch geworden. Seit dem 19. März 1803 gehört die Gemeinde zum Kanton Aargau.
Neben der Landwirtschaft hatte während des 19. Jahrhunderts auch das Handwerk eine grössere Bedeutung; so gab es um 1850 nicht weniger als sechs Nagelschmieden. Als 1872 in Albbruck auf der deutschen Seite des Rheins eine Papierfabrik ihren Betrieb aufnahm, fanden viele Schwaderlocher dort Arbeit. Nach der Eröffnung der Bahnstrecke Koblenz–Stein-Säckingen am 1. August 1892 siedelten sich auch in Schwaderloch kleinere Industriebetriebe an. Der Personenverkehr auf der Eisenbahnlinie zwischen Laufenburg und Koblenz wurde am 28. Mai 1994 eingestellt.

## Sehenswürdigkeiten

Kirche St. Polykarp Schwaderloch
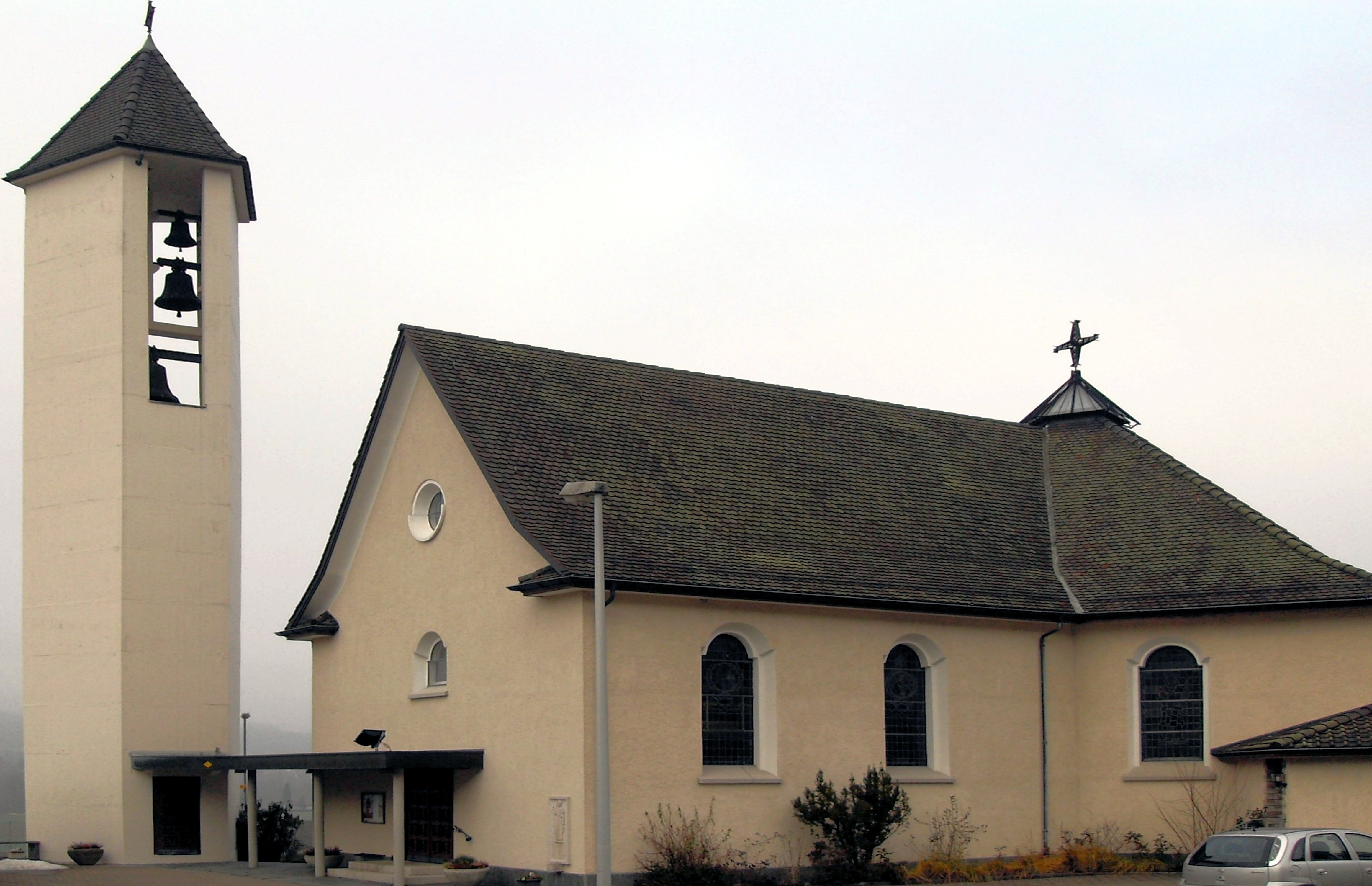
Kirche mit separatem Glockenturm
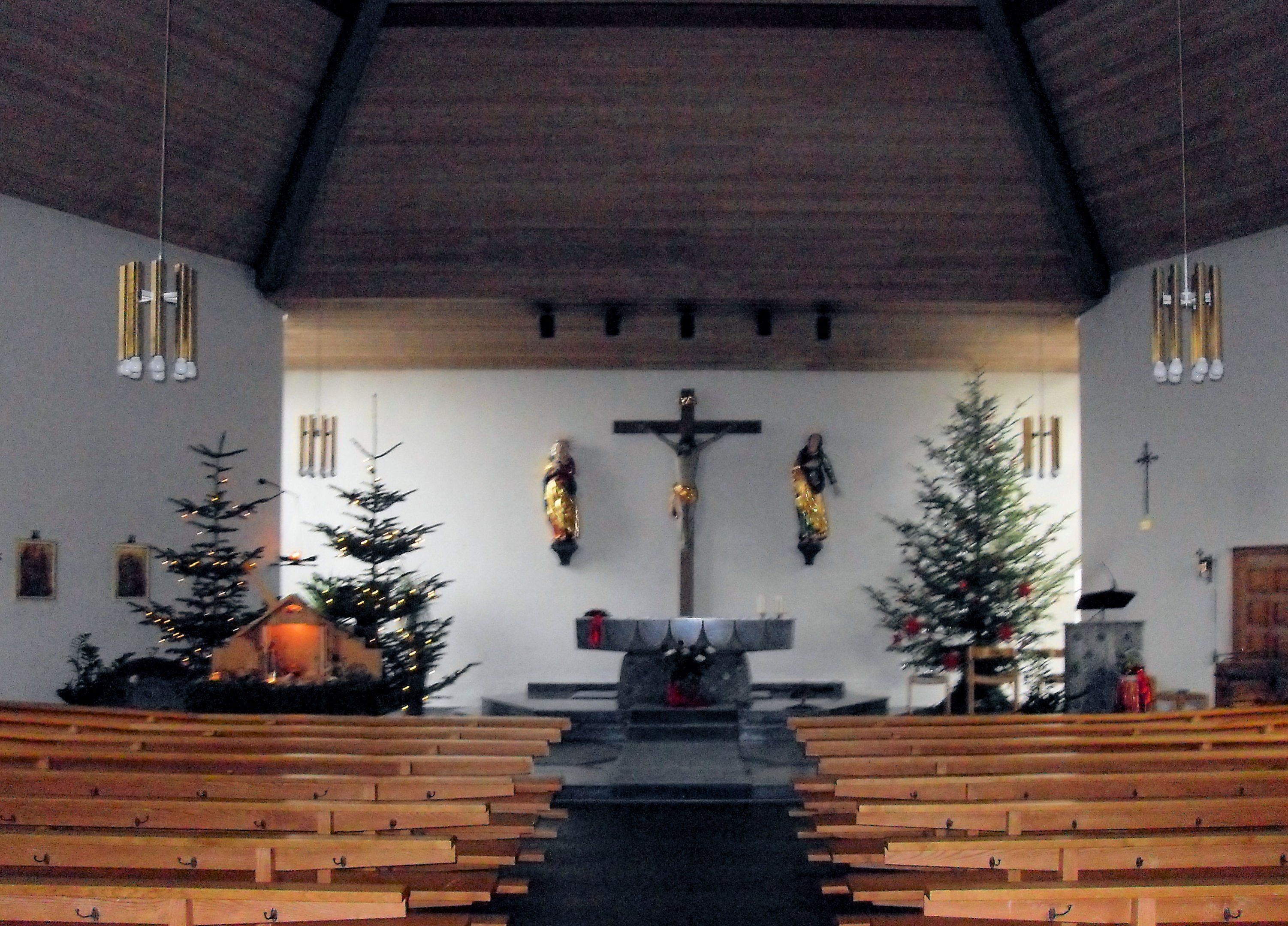
Innenansicht

## Wappen
Die Blasonierung des Gemeindewappens lautet: «In Gelb auf grünem Dreiberg drei rote Flammen.» Das heute bestehende Wappen wurde 1948 geschaffen. Die Initiative ging aber nicht vom Gemeinderat aus, sondern vom örtlichen Musikverein. Die Wappenkommission schlug der Gemeinde ein Jahr später die Flamme als Wappenmotiv vor, das Symbol des Heiligen Polykarp von Smyrna, dem Schutzpatron der Kapelle. Doch dann wurde ein aus heraldischer Sicht fragwürdiges Wappen eingeführt. 1967 kam der Gemeinderat auf seinen Entscheid zurück und erklärte den ursprünglichen Entwurf doch noch für verbindlich.

## Bevölkerung
Die Einwohnerzahlen entwickelten sich wie folgt:
| Jahr      | 1850 | 1900 | 1930 | 1950 | 1960 | 1970 | 1980 | 1990 | 2000 | 2010 | 2020 |
| Einwohner | 388  | 448  | 469  | 513  | 532  | 514  | 450  | 516  | 655  | 674  | 689  |

Am 31. Dezember 2023 lebten 723 Menschen in Schwaderloch, der Ausländeranteil betrug 30 %. Bei der Volkszählung 2015 bezeichneten sich 47,9 % als römisch-katholisch und 13,9 % als reformiert; 38,2 % waren konfessionslos oder gehörten anderen Glaubensrichtungen an. 92,7 % gaben bei der Volkszählung 2000 Deutsch als ihre Hauptsprache an, 2,9 % Albanisch und 1,1 % Italienisch.

## Politik und Recht
Die Versammlung der Stimmberechtigten, die Gemeindeversammlung, übt die Legislativgewalt aus. Ausführende Behörde ist der fünfköpfige Gemeinderat. Er wird im Majorzverfahren vom Volk gewählt, seine Amtsdauer beträgt vier Jahre. Der Gemeinderat führt und repräsentiert die Gemeinde. Dazu vollzieht er die Beschlüsse der Gemeindeversammlung und die Aufgaben, die ihm vom Kanton zugeteilt wurden. Für Rechtsstreitigkeiten ist in erster Instanz das Bezirksgericht Laufenburg zuständig. Schwaderloch gehört zum Friedensrichterkreis X (Mettau).

## Wirtschaft
In Schwaderloch gibt es gemäss der im Jahr 2015 erhobenen Statistik der Unternehmensstruktur (STATENT) rund 220 Arbeitsplätze, davon 8 % in der Landwirtschaft, 56 % in der Industrie und 36 % im Dienstleistungssektor. Zahlreiche Erwerbstätige sind Wegpendler und arbeiten vor allem in den grösseren Gemeinden des Rheintals und des unteren Aaretals.

## Verkehr
Mitten durch das Dorf verläuft die Hauptstrasse 7 zwischen Basel und Winterthur. Der Anschluss an das Netz des öffentlichen Verkehrs erfolgt durch eine Postautolinie, die vom Bahnhof Laufenburg aus nach Döttingen führt. Die Eisenbahnlinie zwischen Laufenburg und Koblenz ist für den Personenverkehr stillgelegt. Die Rheinbrücke Albbruck–Schwaderloch führt nach Deutschland.

## Bildung
Die Gemeinde verfügt über einen Kindergarten und eine Primarschule. Die Bezirksschule kann in Leuggern besucht werden, die Sekundarschule in Kleindöttingen und die Realschule in Leibstadt. Die nächstgelegenen Gymnasien befinden sich in Aarau (Alte Kantonsschule und Neue Kantonsschule); aufgrund einer interkantonalen Vereinbarung können Jugendliche aus Teilen des Fricktals das Gymnasium auch in Muttenz (Kanton Basel-Landschaft) oder in Basel absolvieren.